# Nazareth
För andra betydelser, se Nazareth (olika betydelser).
Nazareth är ett skotskt hårdrocksband bildat 1968 i Dunfermline. Bandet hade sin storhetstid under mitten av 1970-talet med arenarockhitlåtar som balladcovern "Love Hurts" samt klassikerna "Hair of the Dog" och "This Flight Tonight".

## Historia
Bandet fick sitt genombrott 1973 med albumet Razamanaz som producerades av Deep Purples basist Roger Glover.  "Broken Down Angel" blev den första hiten att klättra upp på singellistorna. På nästa album, "Loud 'N' Proud", gjorde bandet en cover av Joni Mitchells låt "This Flight Tonight", som blev en stor hit. Även "Not Fakin' It" blev en hit från albumet (Michael Monroe gjorde senare en cover på denna låt). Med skivan Rampant från 1974, som Glover också producerade, fick bandet en listetta i Österrike. Den största hiten från skivan var också en cover; The Yardbirds "Shapes of Things" som i många år användes som slutnummer under bandets livekonserter. Skivan Hair of the Dog blev Nazareths största skiva. Den sålde dåligt i Storbritannien, men sålde mer än 2 miljoner exemplar i USA och är bandets mest sålda skiva. Den innehåller singeln "Hair of the Dog"  samt Love Hurts på den amerikanska utgåvan. I Europa ersattes den av låten Guilty.
Samtidigt som gruppens åttonde studioalbum Play 'n' the Game gavs ut 1976, skakades bandet då deras manager Bill Fehilly dog i en flygplansolycka. Bandet fortsatte med albumet Expect No Mercy, varpå en andre gitarrist, Zal Cleminson anställdes, och skivan No Mean City gavs ut. Samtidigt gick deras skivbolag Mountain i konkurs och Cleminson lämnade gruppen. Tillbaka som 4-mannaband spelade de 1981 sedan in The Fool Circle. Inför nästa turné anställde Nazareth Billy Rankin och keyboardisten John Locke, som tidigare spelat i Spirit. I samband med turnén spelade man också in sitt första live- och tillika dubbelalbum Snaz. Året därpå gavs 2XS ut varefter John Locke lämnade och man fortsatte som 5-man inför nästa skiva Sound Elixir, som gavs ut 1983. Mot mitten av 1980-talet föll dock intresset för Nazareth i Storbritannien, trots att de utomlands fortfarande hade ett brett stöd, vilket fick till följd att de därpå följande albumen inte gavs ut i Storbritannien.
Bandet gav ut flera relativt populära album under nittiotalet. Under tiden hann också några medlemsbyten göras. Manny Charlton lämnade och Billy Rankin tog över under två album men lämnade sedan igen. Han ersattes av Jim Murrison som fortfarande är kvar. 
Trumslagaren Darrel Sweet dog av en hjärtinfarkt strax innan första konserten på en USA-turné 1999. Turnén avbokades och Pete Agnews äldste son Lee Agnew blev därefter ny trummis. Han och Murrison hade sedan tidigare spelat tillsammans i Trouble in Doogie Land. 2008 gav bandet ut studioalbumet The Newz. Den 28 augusti 2013 meddelades det att McCafferty lämnat gruppen på grund av hälsoproblem.
Den 22 februari 2014 meddelades att den skotske sångaren Linton Osborne ersatte McCafferty som sångare. 
I december samma år tvingades bandet ställa in ett antal konserter då Osborne drabbats av ett virus som innebar att han inte kunde uppträda. Och den 16 januari 2015 meddelade Osborne att han lämnar bandet. 
Den 13 februari 2015 meddelar bandet att Carl Sentance, tidigare sångare i  Persian Risk, Geezer Butler Band och Krokus, blir bandets nya sångare. 
Vid två tillfällen har det skett försök att locka över sångaren Dan McCafferty till andra band. Första gången av Ritchie Blackmore innan David Coverdale och Glenn Hughes värvades till Deep Purple. Andra gången var när AC/DC:s sångare Bon Scott gått bort 1980 och Malcolm och Angus Young kontaktat McCafferty. Båda försöken stoppades dock efter våldsamma protester och hot från Pete Agnew och Darrel Sweet. Både Blackmore och bröderna Young drog sig då hastigt ur, de senare värvade istället Brian Johnson.

## Medlemmar

### Nuvarande medlemmar
- Carl Sentance  – sång
- Pete Agnew – bas
- Jimmy Murrison – gitarr
- Lee Agnew – trummor

### Tidigare medlemmar
- Manny Charlton – gitarr
- Darrel Sweet – trummor
- Zal Cleminson – gitarr
- Billy Rankin – gitarr
- John Locke – keyboards
- Ron Lehey – keyboards
- Dan McCafferty – sång
- Linton Osborne - Sång

## Diskografi

### Studioalbum
- 1971 – Nazareth
- 1972 – Exercises
- 1973 – Razamanaz
- 1974 – Loud 'N' Proud
- 1974 – Rampant
- 1975 – Hair of the Dog
- 1976 – Close Enough for Rock 'n' Roll
- 1976 – Play 'n' the Game
- 1977 – Expect No Mercy
- 1978 – No Mean City
- 1980 – Malice in Wonderland
- 1981 – The Fool Circle
- 1982 – 2XS
- 1983 – Sound Elixir
- 1984 – The Catch
- 1986 – Cinema
- 1989 – Snakes 'n' Ladders
- 1991 – No Jive
- 1995 – Move Me
- 1998 – Boogaloo
- 2008 – The Newz
- 2011 – Big Dogz
- 2014 – Rock 'n' Roll Telephone
- 2018 – Tattooed on My Brain
- 2022 – Surviving the Law

### Livealbum
- 1972 – BBC Radio 1 Live in Concert
- 1981 – Snaz
- 1998 – Live at the Beeb
- 2001 – Back to the Trenches
- 2002 – Homecoming
- 2003 – Alive and Kicking
- 2004 – The River Sessions

### Samlingsalbum
- 1985 – The Ballad Album
- 1990 – The Ballad Album II
- 2001 – The Very Best of Nazareth